# ダンテ・クラブ
『ダンテ・クラブ』（The Dante Club）は、2003年にアメリカ合衆国で刊行されたマシュー・パールの推理小説である。日本語版は鈴木恵の翻訳で新潮文庫から出ている。
ヘンリー・ワズワース・ロングフェロー、オリバー・ウェンデル・ホームズといった作家達がダンテの『神曲』の地獄編を英訳するためにケンブリッジに集まり、その後ボストンで起こった連続殺人事件の解決に取り組む。

## あらすじ
1865年、ボストン。南北戦争の惨禍から立ち直ろうとするアメリカで、イタリアの詩人ダンテの大作『神曲』を初めて翻訳しようという計画が立ち上がった。詩人ヘンリー・ワズワース・ロングフェローを始めとする文人たちは、翻訳のためのクラブ「ダンテ・クラブ」を設立する。
しかし一方でボストンのエスタブリッシュメントたちがメンバーであるハーバード大学理事会は、保守的なプロテスタントの牙城であり、海外からやってくる大量の移民とともに、ダンテの「不道徳で教皇主義的な迷信」が、アメリカを腐敗させるものだと、翻訳に真っ向から反対していた。
こうした中、連続殺人が起こる。被害者は、ハーバード大学理事会に関わりのある者たち、しかも殺害方法はダンテ『神曲』地獄篇で、罪人たちが責め苦しめられるやり方と思わせるものだった。この殺し方に込められた意味を、今のアメリカで理解できる者は、未訳の『神曲』の内容を知る「ダンテ・クラブ」のメンバーしかいない。このことを警察に告げれば、自分たちが容疑者になり、ダンテについて悪評が流れ翻訳計画を頓挫させかねない。こうして「ダンテ・クラブ」は殺人事件の解決に乗り出す。

## 登場人物
- ヘンリー・ウォズワース・ロングフェロー：詩人、「ダンテ・サークル」の創設者。
- オリバー・ウェンデル・ホームズ・シニア：医師、詩人、サークルに参加。
- ジェイムズ・ラッセル・ローウェル：大学教授で、このサークルに参加した最初の詩人。
- ジェームズ・トーマス・フィールズ：出版者、編集者、詩人、サークルメンバー。
- ジョージ・ワシントン・グリーン：牧師でサークルの最古参メンバー。
- ニコラス・レイ：ボストン初のアフリカ系アメリカ人警官
- カーツ：警察署長。
- ヒーリー：裁判官、最初の被害者。
- タルボット：牧師、第二の被害者。
- フィニアス・ジェニソン：実業家、3番目の犠牲者。
- マニング博士：ハーバードの秘書。
- プリニー・ミード：ローウェルの学生で4人目の犠牲者。
- ピエトロ・バチ：ハーバード大学でのイタリア語教師。

| スタブアイコン | サブスタブ | この項目は、まだ閲覧者の調べものの参照としては役立たない、文学に関連した書きかけの項目です。この項目を加筆・訂正などしてくださる協力者を求めています（P:文学、PJ:ライトノベル）。項目が小説家・作家の場合には{Writer-substub}を、文学作品以外の本・雑誌の場合には{Book-substub}を貼り付けてください。 |